# مسجد ليوبليانا
المركز الديني الثقافي الإسلامي (بالسلوفينية: Islamski versko-kulturni center)‏، والمعروف بالعامية باسم مسجد ليوبليانا، (Džamija v Ljubljani or Ljubljanska mošeja): هو مسجد إسلامي ومجمع مركز ثقافي في منطقة بيجراد في ليوبليانا، عاصمة سلوفينيا. إنه تتويج لجهد دام عقودًا من قبل الجالية الإسلامية في سلوفينيا. يحتوي المجمع على مكتبة وقاعة دراسية وينبوع للوضوء، ومكتب الإمام ومقره ضمن المجمع.

## التاريخ
كان العديد من المسلمين من بين موجة المهاجرين الداخليين من الجمهوريات اليوغوسلافية الأخرى؛ الذين انجذبوا إلى سلوفينيا خلال الستينيات والسبعينيات. تم طلب تصريح بناء مسجد لأول مرة في 1969، لكن لم يتم منحه؛ تم إحياء الجهود خلال التسعينيات. أدى اقتراح التسعينيات إلى رد فعل قومي عنيف، مع معارضة شعبية كبيرة للمسجد. قام مجلس المدينة بمحاولة الدعوة إلى استفتاء شعبي محلي لحظر بناء المسجد في أواخر 2003. تمت معارضته من قبل عمدة ليوبليانا دانيكا سيمشيتش؛ باعتباره "انتهاكًا محظورًا دستوريًا لحقوق مكفولة دستوريًا لأقلية دينية".
تم رفض الاستفتاء الشعبي من قبل المحكمة الدستورية في يوليو 2004. في ديسمبر 2008، بدأ عضو مجلس المدينة ميهايل جارك في جمع التوقيعات لإجراء استفتاء ثانٍ، هذه المرة لحذف مئذنة المسجد المقترحة؛ التي يبلغ ارتفاعها 40 مترًا، على الرغم من معارضة العمدة زوران يانكوفيتش. هذه المرة وافقت المحكمة الدستورية على عملية جمع التوقيعات.
كانت ردود الفعل بين الأحزاب السياسية الوطنية البارزة آنذاك متباينة.
أقيم حفل في الموقع المستقبلي للمجمع في سبتمبر 2013 لوضع حجر الأساس. من المتوقع أن يبدأ البناء في نوفمبر ويستمر حوالي ثلاث سنوات.
في فبراير 2020، تم الانتهاء من بناء المسجد وفتحه أمام الجمهور.